# عبدالمسیح انطاکی
عبدالمسیح انطاکی (۱۶ فوریه ۱۸۷۵ - ۱۸ نوامبر ۱۹۲۲) شاعر، ادیب، روزنامه‌نگار و نویسنده مسیحی سوری.

## زندگی
عبدالمسيح بن فتح‌الله بن عبدالمسيح بن حنّا انطاكي حلبي، شاعر، ادیب، روزنامه‌نگار و نویسنده مسیحی است. وی از پدر و مادری یونانی‌تبار در ۱۶ فوریه ۱۸۷۵ در انطاکیه به دنیا آمد و در حلب پرورش یافت. عبدالمسیح انطاکی سپس به مصر رفت و در قاهره روزنامه شهباء را تاسیس و منتشر کرد.
عمده شهرت عبدالمسیح انطاکی به خاطر شعر حماسی است که درباره زندگی علی بن ابیطالب سروده است که اولین شعر بلند وی به زبان عربی با روحیه‌ای حماسی است.

انطاکی در ۱۸ نوامبر ۱۹۲۲ در قاهره درگذشت.